# Sydney Mae Diaz
Sydney Mae Diaz es un actor estadounidense conocido por sus papeles en Iron Fist, Generation y Ghostbusters: Afterlife. También es cantante y compositor para la banda indie de rock 'anxioushum'.

## Primeros años
Sidney Mae Diaz nació en Queens, Nueva York el 16 de mayo de 1995.

## Filmografía

### Cine
| Año  | Título                  | Papel   | Notas    |
| ---- | ----------------------- | ------- | -------- |
| 2017 | Strangers               | River   |          |
| 2021 | Ghostbusters: Afterlife | Swayze  | Película |
| 2024 | Rittenhouse Square      | Dominic | [ 4 ]    |

### Televisión
| Año  | Título         | Papel           | Notas       |
| ---- | -------------- | --------------- | ----------- |
| 2018 | Iron Fist      | Hex             | 4 episodios |
| 2019 | The Other Two  | Swoopy Hair Kid | 1 episodio  |
| 2020 | High Fidelity  | Shane           | 2 episodios |
| 2021 | Search Party   | Taylor          | 1 episodio  |
| 2021 | Generation     | J               | 6 episodios |
| 2023 | The Consultant | Raul            | 7 episodios |